# ドミニク・ストロス＝カーン
ドミニク・ストロス＝カーン（ストロス・カーン、ストロスカーン、Dominique Strauss-Kahn、1949年4月25日 - ）は、フランスの経済学者、法律家、政治家。フランス社会党所属。しばしば頭文字をとって、DSKと呼ばれる。IMF専務理事を務めた（2007年11月1日～2011年5月18日）。
1997年から1999年まで経済・財政・産業大臣（大蔵大臣、財務大臣に相当）。パリ政治学院及びHEC経営大学院教授。2007年フランス大統領選挙では、社会党の大統領選挙候補者に立候補したが、最終的に2006年11月党大会でセゴレーヌ・ロワイヤルが公認候補者となった。2012年の大統領選挙でも有力候補とみなされてきたが、複数の強姦未遂疑惑が持ち上がりIMF専務理事を辞任し、選挙にも出馬しなかった。

## 生い立ちと初期の経歴
1949年4月25日、ヌイイ＝シュル＝セーヌに生まれる。父ジルベールは、アルザス＝ロレーヌをルーツに持つユダヤ系フランス人の家系出身。母ジャクリーヌはセファルディムを先祖に持つジャーナリスト。幼年時、モロッコとモナコで過ごした。
モナコのリセ・アルベール＝プルミエール (Lycée Albert-Premier) から、パリ17区マルゼルブ大通り沿いにあるリセ・カルノー  (Lycée Carnot) を経て、HEC経営大学院入学。HEC卒業後はパリ政治学院（シアンスポ、公共政策セクション）とパリ第6大学統計学研究所でそれぞれ学んだ。1972年、シアンスポを卒業し、公法学の学位（リサンス）を取得。1975年、パリ第10大学（パリ・ナンテール）から経済学の博士号 (Ph.D.) を取得した。1977年、経済学でアグレガシオンを取得した。
1977年、ナンシー第2大学経済学部教授、1981年、パリ第10大学（パリ・ナンテール）及びフランス国立行政学院（ENA）教授に就任。2007年、パリ政治学院でミクロ経済学とマクロ経済学を教えている。
1971年に貯蓄調査センター (Centre de recherche sur l'épargne) に勤務していたが、ここで後にフランス大手のIT企業キャップジェミニ社長となるポール・エルムラン (Paul Hermelin) や、革命的共産主義者同盟の党員で後に保険大手スコールの社長となったデニス・ケスラー（ドニ・ケスラー）とともに働く。1982年にケスラーはパリ第10大学（パリ・ナンテール）助手となり、『貯蓄と退職』 L’épargne et la retraite のタイトルで論文を共同執筆した。

## 政界入り
ストロス・カーンは、社会主義教育研究センター Centre d'Etudes, de Recherches et d'Education Socialiste に所属し、ここで後に国防相、内相を歴任する社会党の大物ジャン・ピエール・シュヴェーヌマンに師事するとともに、後に首相、社会党第一書記となるリオネル・ジョスパンとの親交を得た。
1981年フランス大統領選挙で社会党のフランソワ・ミッテランが当選する。ストロス・カーンは、ジョスパンが設立した社会党機関「社会主義とユダヤ主義」で勤務するため、公職を離れ、社会党企画担当委員となる。1986年オート＝サヴォワ県から下院国民議会選挙に立候補し初当選する。1988年ヴァル＝ドワーズ県から選出される。財務委員長になり、同じく社会党出身のピエール・ベレゴボワ蔵相（後、首相）とともに経済・財政専門家として知られるようになっていった。1995年から1997年までサルセル市長を務めた。

## 産業界
1991年エディット・クレッソン内閣の産業担当次官に就任する。クレッソン内閣の後継となったベレゴボワ内閣でもいくつかのポストに就く。しかし1993年社会党は総選挙で敗北し、ストロス・カーンも落選の憂き目を見る。選挙後、クロード・アレグール Claude Allègreらと社会党専門家グループ groupe des experts du PSを結成した。このグループは、ミシェル・ロカール派と近い関係にあり、ロカールを支援した。1994年ルノー社取締役のレイモン・レヴィ Raymond Lévyによって欧州連合に対するフランス産業界ロビー団体である産業サークル Cercle de l’Industrieに誘われる。産業サークルでヴァンサン・ボロレ、ルイ・シュヴァイツァーなどの有力実業家と知己となった。ストロス・カーンは産業サークルで事務総長、副会長を務めた。1993年法律事務所「DSK顧問」を設立して、企業弁護士としても活動した。1991年TF1の記者であったアンヌ・サンクレールと結婚。

## 蔵相
1997年国民議会総選挙で社会党が勝利し、ストロス・カーンも当選し、リオネル・ジョスパン内閣が成立すると、経済・財政・産業大臣として入閣する。蔵相としては、大規模な民営化を実施し、その中にはフランス・テレコムの株式公開も含まれる。そのほか、種々の規制緩和や研究、開発分野への投資を促した。ストロス・カーンの努力もあり、フランス経済はストロス・カーンの在任中、GDPの増加と、失業率、公的債務の減少が見られた。このことは、ストロス・カーンの政治家としての信頼度を増すこととなり、同時に党内実力者であるジョスパンやロカールの一層の支持を得ることにも繋がった。ストロス・カーンはこの時期、党内改革派のグループ「社会主義と民主主義」Socialisme et Démocratieを結成している。しかし、ジョスパン首相とマルティーヌ・オブリー社会相が打ち出した週35時間労働時間制（4時間の削減）に対しては、産業界の意向もあり反対していたが、ジョスパン首相の意向もあり実現した。
1999年エルフアキテーヌ社とMNEF（学生健康保険）に関係した2つの金融スキャンダルで渦中の人となり、蔵相を辞任した。後に裁判で無罪となり、2001年国民議会議員に返り咲きを果たした。2002年国民議会総選挙でも当選。2004年末、2007年フランス大統領選挙に向けて、ジャック・ラング、マルティーヌ・オブリとともに社会党政策プログラム作成の責任者となる。2005年夏、大統領選挙候補者を選出する党内予備選挙に立候補を表明した。党大会ではセゴレーヌ・ロワイヤル、ローラン・ファビウス元首相が立候補し、ストロス・カーンは2位となり、ロワイヤルに敗れた。
ストロス・カーンはロカール、ピエール・モスコヴィシ Pierre Moscoviciと「ヨーロッパを左に」 À gauche en Europe というシンクタンクを設立した。また、前述の「社会主義と民主主義」グループ会長でもある。
国際通貨基金 (IMF) は2007年9月28日午前に開いた理事会で、次期専務理事に元財務相のストロス・カーンが就くことを決定、同年11月1日に就任した。任期は5年。ストロス・カーンはこの期間、仏政界から離れることになる。就任後の2008年には部下の女性エコノミストとの立場を利用したとされる不適切な交際が問題となり、IMFによる調査が行われた。

## レイプ疑惑
2012年フランス大統領選挙において40%以上の支持で断トツの有力候補になり、社会党内でも有力な候補としてみなされてきたが2011年5月14日に訪問先のニューヨーク市のソフィテルホテルにおいて、アフリカからの移民女性のホテル従業員への性的暴行容疑で逮捕・訴追された。
精液などの物的証拠があったにもかかわらず、ストロス・カーンは「男女双方に同意があった」と保釈を要請するが、当然にもこれは認められず、同市の島全体が刑務所となっているライカーズ島の独房に収容された。事件には、ストロス・カーンと政治的対立が続いていたニコラ・サルコジ大統領の関与も疑われた。

## 辞任後
5月18日にはIMF専務理事を辞任する旨が発表された。5月20日に600万ドル相当の保釈金を払うなどの条件で保釈が認められ、自宅軟禁が続いていたが、性的暴行の被害者の移民当時からの供述について検察当局が疑念を抱き、7月1日、ニューヨーク州の裁判所はストロス・カーンの自宅軟禁を解除。8月22日は検察側が起訴を取り下げた。
結局、ホテル従業員へのレイプ事件については退けたものの、この事件を契機に過去の女性問題が続出、フランス国内でスキャンダルが連日報道され、8月8日には新たな原告にレイプ容疑で民事でも訴えられたほか、他にもレイプ容疑で訴えを起こされており、大統領選挙への出馬は難しいとの見方が多く、結局2012年の大統領選挙には出馬しなかった。
売春婦が参加する乱交パーティーに出席していた事件についても売春斡旋容疑で起訴されたが、2015年6月にパーティーの首謀者ではなかったと判断されて無罪判決が言い渡された。

## 著書
- La flamme et la cendre, Grasset, 2002年 (ISBN 2-01-279122-0)
- Lettre ouverte aux enfants d’Europe, Grasset, 2004年 (ISBN 2-246-68251-7)

## ストロス＝カーンを題材とした作品
- ハニートラップ 大統領になり損ねた男 - 2014年の米映画。強姦未遂事件から着想を得たフィクション。